# كأس الغارفي 2004
كأس الغارفي 2004 هو الموسم 11 من كأس الغارفي. كان عدد الأندية المشاركة فيه 12، وفاز فيه منتخب الولايات المتحدة لكرة القدم للسيدات.